# Октябрьский (Ишимский район)
Октябрьский — посёлок в Ишимском районе Тюменской области России. Административный центр Карасульского сельского поселения.

## География
Расположен на левом берегу реки Карасуль у железнодорожной станции Карасульская.

## История
Возник как Центральное отделение совхоза Карасульский. В 1957 году значился как селение Центральная.

## Население
| 2010 |
| ---- |
| 1486 |

Согласно результатам переписи 2002 года, в национальной структуре населения русские составляли 92 % из 1710 чел.